# Родіонов Василь Іванович
Василь Іванович Родіонов (рос. Василий Иванович Родионов; * 23 липня 1917, Лосиноостровський — † 1 листопада 1992, Київ) — радянський військовий льотчик, Герой Радянського Союзу (1946), у роки німецько-радянської війни командир ескадрильї 20-го гвардійського бомбардувального авіаційного полку 13-ї гвардійської бомбардувальної авіаційної дивізії 2-го гвардійського бомбардувального авіаційного корпусу 18-ї повітряної армії.

## Біографія
Народився 23 липня 1917 року в селищі Лосиноостровському (нині в межі Москви), в сім'ї робітника. Росіянин. Член КПРС з 1942 року. Закінчив два курси робфаку. Працював слюсарем на заводі імені М. І. Калініна.
У 1937 році призваний в ряди Червоної Армії. Закінчив військову школу льотчиків-винищувачів. У боях німецько-радянської війни з квітня 1942 року. До кінця війни зробив 232 бойових вильотів на бомбардування залізничних вузлів і військово-промислових об'єктів в тилу ворога.
Указом Президії Верховної Ради СРСР від 15 травня 1946 року за зразкове виконання бойових завдань командування по знищенню живої сили і техніки противника і проявлені при цьому мужність і героїзм гвардії майорові Василю Івановичу Родіонову присвоєне звання Героя Радянського Союзу з врученням ордена Леніна і медалі «Золота Зірка» (№ 9067).

Надгробок Василя Родіонова

Після закінчення війни продовжував службу у Військово-повітряних силах. У 1953 році закінчив Вищу офіцерську льотно-тактичну школу командирів частин авіації дальньої дії. З 1959 року полковник В. І. Родіонов — в запасі. Жив в Києві. Помер 1 листопада 1992 року. Похований в Києві на Лук'янівському військовому кладовищі.

## Нагороди
Нагороджений орденом Леніна, трьома орденами Червоного Прапора, орденом Олександра Невського, двома орденами Вітчизняної війни 1-го ступеня, двома орденами Червоної Зірки, медалями.